# Lathrolestes planus
Lathrolestes planus là một loài tò vò trong họ Ichneumonidae.